# División de Honor B de rugby 2024-25
La División de Honor B de rugby 2024-25 fue la 27.ª edición de la segunda competición de rugby de España desde la reestructuración en 1998. El torneo es organizado por la Real Federación Española de Rugby, al igual que la máxima categoría.
Para esta temporada, la primera jornada se organizó para el 13 de octubre, mientras que la última fecha de la categoría será el día 26 de mayo de 2025 según el calendario oficial.

## Sistema de competición
- Habrá dos fases de liga regular más unos Play-Offs.  La primera fase de esta Competición Nacional se jugará en cada grupo por sistema de liga a una vuelta todos contra todos. Finalizada dicha primera vuelta de liga regular se disputará la segunda fase en la que los 3 primeros equipos clasificados de cada uno de los grupos (9 equipos en total) competirán entre sí en una liga regular a una sola vuelta (8 jornadas) conformando un nuevo grupo llamado Élite. En esta competición (o Grupo Élite) no se tendrán en cuenta los resultados y puntos obtenidos por estos equipos en sus respectivos grupos durante la primera fase, partiendo todos ellos de cero.

- Finalizada esta segunda fase, la competición se decidirá mediante sistema de Play Off a partido único entre los 4 primeros clasificados, en dos eliminatorias. En la primera eliminatoria se enfrentarán el 1º contra el 4º y el 2º contra el 3º, disputándose el partido en el campo del equipo mejor clasificado en la segunda fase de la liga regular. La final se disputará también a partido único entre los dos vencedores de las eliminatorias anteriores, jugándose el partido en el campo del equipo mejor clasificado en la segunda fase de la liga regular.

- El equipo ganador de la final ascenderá a División de Honor en la temporada 2025/26.

- El resto de los equipos de cada grupo (A, B y C) disputarán la segunda fase mediante sistema de liga regular en sus respectivos grupos (todos contra todos) a una sola vuelta (8 jornadas en cada grupo). Los resultados y puntos conseguidos en la primera fase entre los equipos del mismo grupo se arrastrarán a la segunda fase de ese grupo. Bajarán tantos equipos como sean necesarios con el fin de tener 8 equipos en cada grupo geográfico en la temporada 2025-26, teniendo en cuenta que al menos un equipo de Regional ascenderá. [1]

### Ascensos y descensos
- Los 9 equipos perteneciente al Grupo Élite (a excepción del campeón de la categoría que asciende a División de Honor), ascienden para la temporada 2025/26 a la División de Honor Élite, la nueva segunda categoría del rugby español. Esto provoca que para la siguiente temporada los equipos de División de Honor B asciendan a esta nueva categoría en lugar de a División de Honor.

- Una vez finalizada la segunda fase, el 12o y 11o clasificado de los grupos A y C, descenderán a Regional directamente. En el caso del grupo B, en función de lo 5 huecos que se produzcan por ascensos y descensos entre esta categoría y la División de Honor masculina, el 10o clasificado y último, por tanto, en su caso, como mínimo promocionará con el 2o (finalista) de la Fase de Ascenso a División de Honor B de este grupo, aunque podría ocurrir que descendiera directamente.

- Los descensos de los 2 equipos de División de Honor masculina a División de Honor B, arrastrarán de manera directa a más equipos a Regional con el fin de tener 8 equipos en cada uno de los grupos para la siguiente temporada. Ascenderá directamente a cada grupo el ganador de la Fase de Ascenso de Regional a División de Honor B de cada uno de los grupos.

### Sistema de puntuación
- Cada victoria suma 4 puntos.
- Cada empate suma 2 puntos.
- Cuatro ensayos en un partido suma 1 punto de bonus.
- Perder por una diferencia de siete puntos o inferior suma 1 punto de bonus.

## Equipos participantes

### Grupo A (Norte)
| Equipo                           | Ciudad            | Entrenador                                   | Estadio                                   | Capacidad |
| -------------------------------- | ----------------- | -------------------------------------------- | ----------------------------------------- | --------- |
| Steelphalt Getxo R. T.           | Guecho            | Santiago Perez De Ciriza                     | Ciudad Deportiva de Fadura                | 1000      |
| Uribealdea R. K. E.              | Munguía / Plencia | Urko Peña Luis Benito De la Rosa             | Ardanzas Park                             | 2000      |
| Hernani C. R. E.                 | Hernani           | Jean Marc Higos                              | Landare Toki                              | 1600      |
| Gesalaga Okelan Gipuzkoa Sortzen | Zarauz            | Francisco José Puertas Soto                  | Campo de rugby Asti                       | 800       |
| Gaztedi R. T.                    | Vitoria           | Pablo Arévalo                                | Polideportivo Parque de Gamarra           | 1000      |
| Universitario Bilbao Rugby       | Bilbao            | Mario Alejandro Barandiaran                  | Polideportivo Errekalde                   | 400       |
| Gernika R. T.                    | Guernica y Luno   | Gorka Argul Aitor Etxebarria                 | Complejo deportivo Urbieta                | 1500      |
| Blendio Cormorán R. C.           | Santander         | Leo Bulacio                                  | Campo municipal de San Román              | 600       |
| La Única R. T.                   | Pamplona          | Marco Antonio Cerro                          | I. D. Universidad Pública de Navarra      | 500       |
| Pasek Belenos R. C.              | Avilés            | Jesús Delgado                                | Estadio Yago Lamela Estadio Santa Bárbara | 1163 3000 |
| Real Oviedo Rugby                | Oviedo            | Santiago Del Corazón De Jesús                | Campo de rugby El Naranco                 | 600       |
| Gijón R. C.                      | Gijón             | Marcelo Luis Chorny Agustín González Herrero | Las Mestas                                | 8000      |

### Grupo B (Este-Levante)
| Equipo                    | Ciudad                              | Entrenador            | Estadio                                                               | Capacidad |
| ------------------------- | ----------------------------------- | --------------------- | --------------------------------------------------------------------- | --------- |
| V. P. C. Andorra Rugby XV | Andorra                             | Daniel Raya Capdevila | Camp d'Esports Prada de Moles                                         | 700       |
| C. R. Sant Cugat          | San Cugat del Vallés (Barcelona)    | Martín Ignacio García | ZEM La Guinardera                                                     | 500       |
| R. C. L'Hospitalet        | Hospitalet de Llobregat (Barcelona) | Jordi Sánchez Ramírez | Campo de rugby Feixa Llarga                                           | 300       |
| C. N. Poble Nou           | Pueblo Nuevo (Barcelona)            | Sebastián Berti       | C. E. M. Mar Bella                                                    | 100       |
| Barcelona U. C.           | Barcelona                           | Arturo Trenzano       | La Foixarda                                                           | 1200      |
| CAU Valencia              | Valencia                            | Manuel Nadal Sánchez  | Campo de rugby del Río Turia                                          | 500       |
| C. R. San Roque           | Valencia                            | Oscar Muñoz           | Campo de rugby del Río Turia                                          | 500       |
| R. C. Valencia            | Valencia                            | Pablo Lammertyn       | Campos de Rugby Jorge Diego Pantera, Polideportivo de Quatre Carreres | 1296      |
| Recoletas Salud Fénix     | Zaragoza                            | Mauricio Molodezky    | C. D. M. David Cañada                                                 | 1000      |
| El Toro R. C.             | Calviá                              | Marina Bravo          | Campo de rugby Son Caliu                                              | 500       |

### Grupo C (Centro-Sur)
| Equipo                            | Ciudad                       | Entrenador                                                  | Estadio                             | Capacidad |
| --------------------------------- | ---------------------------- | ----------------------------------------------------------- | ----------------------------------- | --------- |
| C. R. Alcalá                      | Alcalá de Henares (Madrid)   | Felipe Rodríguez Fernández                                  | Estadio municipal Luisón Abad       | 500       |
| C. R. Majadahonda                 | Majadahonda (Madrid)         | José Antonio Cabanas                                        | Campo de rugby Valle del Arcipreste | 750       |
| A. D. Ing. Industriales Las Rozas | Las Rozas de Madrid (Madrid) | Mar Álvarez                                                 | Campo de rugby El Cantizal          | 800       |
| San Isidro R. C.                  | Fuencarral-El Pardo (Madrid) | Eugenio Cortigiani Paulin                                   | Campo de rugby Tres Olivos          | 300       |
| Olímpico de Pozuelo R. C.         | Pozuelo de Alarcón (Madrid)  | Guillermo Álvarez                                           | Valle de las Cañas                  | 500       |
| Hermo Soto del Real               | Soto del Real (Madrid)       | Victor Amador Herraez José Ignacio Inchausti                | Parque Deportivo Puerta de Hierro   | 1000      |
| C. D. Arquitectura                | Madrid                       | Francisco Javier Mañueco                                    | Campo de rugby Las Leonas           | 800       |
| C. R. Liceo Francés               | Madrid                       | Fernando Díez Molina                                        | Estadio Ramon Urtubi                | 500       |
| Complutense Cisneros "Zeta" (B)   | Madrid                       | Santiago Fernández Varone Sebastián Matías Hattori          | Estadio Nacional Complutense        | 12 400    |
| Jaén Rugby                        | Jaén                         | José Carlos Pérez Reche Lorenzo Mollinedo Juan Ramon Crespo | Campo de rugby Las Lagunillas       | 400       |
| C. R. Málaga                      | Málaga                       | Juan Alfredo Cervan                                         | Estadio Ciudad de Málaga            | 7562      |
| C. A. R. Coanda Sevilla           | Sevilla                      | José Ignacio Moreno                                         | Polideportivo San Pablo             | 5000      |

## Grupos

### Primera fase

#### Grupo A
|                                                                | Equipo                           | Puntos | J  | G  | E | P  | TF  | TC  | DT   | EF | EC  | DE  | BO | BD |
| -------------------------------------------------------------- | -------------------------------- | ------ | -- | -- | - | -- | --- | --- | ---- | -- | --- | --- | -- | -- |
| 1                                                              | Gernika R. T.                    | 47     | 11 | 10 | 0 | 1  | 451 | 161 | 290  | 66 | 19  | 47  | 6  | 1  |
| 2                                                              | Pasek Belenos R. C.              | 46     | 11 | 10 | 0 | 1  | 417 | 232 | 185  | 58 | 28  | 30  | 6  | 0  |
| 3                                                              | Hernani C. R. E.                 | 44     | 11 | 9  | 0 | 2  | 409 | 127 | 282  | 58 | 14  | 44  | 7  | 1  |
| 4                                                              | Steelphalt Getxo R. T.           | 43     | 11 | 9  | 0 | 2  | 525 | 113 | 412  | 76 | 14  | 62  | 7  | 0  |
| 5                                                              | Gesalaga Okelan Gipuzkoa Sortzen | 36     | 11 | 7  | 0 | 4  | 365 | 121 | 244  | 52 | 13  | 39  | 6  | 2  |
| 6                                                              | Universitario Bilbao Rugby       | 31     | 11 | 6  | 0 | 5  | 370 | 170 | 200  | 55 | 20  | 35  | 5  | 2  |
| 7                                                              | Real Oviedo Rugby                | 22     | 11 | 5  | 0 | 6  | 237 | 323 | -86  | 34 | 48  | -14 | 2  | 0  |
| 8                                                              | Gaztedi R. T.                    | 18     | 11 | 4  | 0 | 7  | 210 | 358 | -148 | 27 | 52  | -25 | 1  | 1  |
| 9                                                              | Blendio Cormorán R. C.           | 15     | 11 | 3  | 0 | 8  | 165 | 399 | -234 | 22 | 59  | -37 | 2  | 1  |
| 10                                                             | La Única R. T.                   | 12     | 11 | 2  | 0 | 9  | 200 | 331 | -131 | 30 | 50  | -20 | 2  | 2  |
| 11                                                             | Uribealdea R. K. E.              | 6      | 11 | 1  | 0 | 10 | 105 | 518 | -413 | 14 | 80  | -66 | 1  | 1  |
| 12                                                             | Gijón R. C.                      | 0      | 11 | 0  | 0 | 11 | 63  | 664 | -601 | 7  | 102 | -95 | 0  | 0  |
| Fuente: Federación Española de Rugby; actualización automática |                                  |        |    |    |   |    |     |     |      |    |     |     |    |    |

J:Jugados / G:Ganados / E:Empatados / P:Perdidos / TF:Tantos a Favor / TC:Tantos en Contra / DT:Diferencia / EF:Ensayos Favor / EC:Ensayos Contra / DE:Diferencia Ensayos / BO:Bonus Ofensivo / BD:Bonus Defensivo

#### Grupo B
|                                                                | Equipo                    | Puntos | J | G | E | P | TF  | TC  | DT   | EF | EC | DE  | BO | BD |
| -------------------------------------------------------------- | ------------------------- | ------ | - | - | - | - | --- | --- | ---- | -- | -- | --- | -- | -- |
| 1                                                              | R. C. L'Hospitalet        | 34     | 9 | 8 | 0 | 1 | 250 | 175 | 75   | 30 | 20 | 10  | 1  | 1  |
| 2                                                              | C. R. Sant Cugat          | 32     | 9 | 6 | 1 | 2 | 296 | 86  | 210  | 41 | 8  | 33  | 4  | 2  |
| 3                                                              | R. C. Valencia            | 31     | 9 | 7 | 0 | 2 | 290 | 167 | 123  | 37 | 18 | 19  | 2  | 1  |
| 4                                                              | CAU Valencia              | 31     | 9 | 6 | 0 | 3 | 258 | 140 | 118  | 32 | 15 | 17  | 4  | 3  |
| 5                                                              | V. P. C. Andorra Rugby XV | 27     | 9 | 6 | 0 | 3 | 260 | 177 | 83   | 33 | 19 | 14  | 3  | 0  |
| 6                                                              | Recoletas Salud Fénix     | 23     | 9 | 4 | 1 | 4 | 261 | 184 | 77   | 34 | 23 | 11  | 3  | 2  |
| 7                                                              | Barcelona U. C.           | 15     | 9 | 3 | 0 | 6 | 152 | 294 | -142 | 19 | 42 | -23 | 2  | 1  |
| 8                                                              | El Toro R. C.             | 13     | 9 | 3 | 0 | 6 | 130 | 276 | -146 | 14 | 37 | -23 | 0  | 1  |
| 9                                                              | C. N. Poble Nou           | 4      | 9 | 1 | 0 | 8 | 86  | 299 | -213 | 10 | 40 | -30 | 0  | 2  |
| 10                                                             | C. R. San Roque           | 2      | 9 | 0 | 0 | 9 | 121 | 306 | -185 | 14 | 42 | -28 | 0  | 2  |
| Fuente: Federación Española de Rugby; actualización automática |                           |        |   |   |   |   |     |     |      |    |    |     |    |    |

J:Jugados / G:Ganados / E:Empatados / P:Perdidos / TF:Tantos a Favor / TC:Tantos en Contra / DT:Diferencia / EF:Ensayos Favor / EC:Ensayos Contra / DE:Diferencia Ensayos / BO:Bonus Ofensivo / BD:Bonus Defensivo

#### Grupo C
|                                                                | Equipo                        | Puntos | J  | G  | E | P  | TF  | TC  | DT   | EF | EC | DE  | BO | BD |
| -------------------------------------------------------------- | ----------------------------- | ------ | -- | -- | - | -- | --- | --- | ---- | -- | -- | --- | -- | -- |
| 1                                                              | C. R. Liceo Francés           | 48     | 11 | 10 | 0 | 1  | 595 | 119 | 476  | 82 | 14 | 68  | 8  | 0  |
| 2                                                              | A. D. Ing. Industriales Rugby | 45     | 11 | 9  | 0 | 2  | 449 | 154 | 295  | 65 | 16 | 49  | 9  | 0  |
| 3                                                              | Complutense Cisneros "Zeta"   | 44     | 11 | 9  | 0 | 2  | 471 | 205 | 266  | 69 | 27 | 42  | 7  | 1  |
| 4                                                              | C. R. Majadahonda             | 39     | 11 | 8  | 0 | 3  | 472 | 206 | 266  | 65 | 26 | 39  | 7  | 0  |
| 5                                                              | C. R. Málaga                  | 29     | 11 | 6  | 0 | 5  | 307 | 219 | 88   | 40 | 31 | 9   | 4  | 1  |
| 6                                                              | C. A. R. Coanda Sevilla       | 29     | 11 | 6  | 0 | 5  | 315 | 290 | 25   | 41 | 38 | 3   | 3  | 2  |
| 7                                                              | Jaén Rugby                    | 22     | 11 | 5  | 0 | 6  | 181 | 401 | -220 | 23 | 54 | -31 | 1  | 1  |
| 8                                                              | Hermo Soto del Real           | 17     | 11 | 4  | 0 | 7  | 148 | 318 | -170 | 19 | 44 | -25 | 1  | 0  |
| 9                                                              | C. R. Alcalá                  | 16     | 11 | 3  | 0 | 8  | 220 | 390 | -170 | 34 | 54 | -20 | 2  | 2  |
| 10                                                             | C. D. Arquitectura            | 14     | 11 | 3  | 0 | 8  | 269 | 409 | -140 | 39 | 59 | -20 | 1  | 1  |
| 11                                                             | Olímpico de Pozuelo R. C.     | 12     | 11 | 3  | 0 | 8  | 209 | 462 | -253 | 29 | 68 | -39 | 0  | 0  |
| 12                                                             | San Isidro R. C.              | 1      | 11 | 0  | 0 | 11 | 128 | 591 | -463 | 14 | 89 | -75 | 0  | 1  |
| Fuente: Federación Española de Rugby; actualización automática |                               |        |    |    |   |    |     |     |      |    |    |     |    |    |

J:Jugados / G:Ganados / E:Empatados / P:Perdidos / TF:Tantos a Favor / TC:Tantos en Contra / DT:Diferencia / EF:Ensayos Favor / EC:Ensayos Contra / DE:Diferencia Ensayos / BO:Bonus Ofensivo / BD:Bonus Defensivo

### Segunda fase

#### Grupo Élite
|                                                                | Equipo                        | Puntos | J | G | E | P | TF  | TC  | DT   | EF | EC | DE  | BO | BD |
| -------------------------------------------------------------- | ----------------------------- | ------ | - | - | - | - | --- | --- | ---- | -- | -- | --- | -- | -- |
| 1                                                              | C. R. Liceo Francés           | 32     | 8 | 7 | 0 | 1 | 240 | 190 | 50   | 29 | 22 | 7   | 4  | 0  |
| 2                                                              | Gernika R. T.                 | 30     | 8 | 6 | 1 | 1 | 283 | 153 | 130  | 38 | 17 | 21  | 3  | 1  |
| 3                                                              | C. R. Sant Cugat              | 25     | 8 | 5 | 0 | 3 | 248 | 115 | 133  | 34 | 16 | 18  | 3  | 2  |
| 4                                                              | A. D. Ing. Industriales Rugby | 23     | 8 | 5 | 0 | 3 | 276 | 161 | 115  | 32 | 15 | 17  | 2  | 1  |
| 5                                                              | Complutense Cisneros "Zeta"   | 21     | 8 | 5 | 0 | 3 | 244 | 249 | -5   | 28 | 35 | -7  | 1  | 0  |
| 6                                                              | Pasek Belenos R. C.           | 14     | 8 | 3 | 0 | 5 | 231 | 292 | -61  | 30 | 39 | -9  | 1  | 1  |
| 7                                                              | Hernani C. R. E.              | 13     | 8 | 3 | 0 | 5 | 146 | 215 | -69  | 17 | 26 | -9  | 0  | 1  |
| 8                                                              | R. C. Valencia                | 10     | 8 | 1 | 1 | 6 | 247 | 220 | 27   | 32 | 25 | 7   | 1  | 3  |
| 9                                                              | R. C. L'Hospitalet            | 1      | 8 | 0 | 0 | 8 | 86  | 406 | -320 | 13 | 58 | -45 | 0  | 1  |
| Fuente: Federación Española de Rugby; actualización automática |                               |        |   |   |   |   |     |     |      |    |    |     |    |    |

#### Grupo A
|                                                                | Equipo                           | Puntos | J  | G  | E | P  | TF  | TC   | DT   | EF  | EC  | DE   | BO | BD |
| -------------------------------------------------------------- | -------------------------------- | ------ | -- | -- | - | -- | --- | ---- | ---- | --- | --- | ---- | -- | -- |
| 1                                                              | Steelphalt Getxo R. T.           | 73     | 16 | 15 | 0 | 1  | 857 | 148  | 709  | 130 | 21  | 109  | 12 | 1  |
| 2                                                              | Gesalaga Okelan Gipuzkoa Sortzen | 68     | 16 | 14 | 0 | 2  | 742 | 140  | 602  | 113 | 18  | 95   | 11 | 1  |
| 3                                                              | Universitario Bilbao Rugby       | 54     | 16 | 11 | 0 | 5  | 589 | 236  | 353  | 91  | 28  | 63   | 7  | 3  |
| 4                                                              | Real Oviedo Rugby                | 51     | 16 | 11 | 0 | 5  | 453 | 345  | 108  | 68  | 51  | 17   | 6  | 1  |
| 5                                                              | Gaztedi R. T.                    | 33     | 16 | 7  | 0 | 9  | 331 | 492  | -161 | 45  | 72  | -27  | 3  | 2  |
| 6                                                              | La Única R. T.                   | 30     | 16 | 6  | 0 | 10 | 362 | 459  | -97  | 53  | 68  | -15  | 4  | 2  |
| 7                                                              | Blendio Cormorán R. C.           | 30     | 16 | 6  | 0 | 10 | 326 | 465  | -139 | 46  | 70  | -24  | 4  | 2  |
| 8                                                              | Uribealdea R. K. E.              | 7      | 16 | 1  | 0 | 15 | 183 | 644  | -461 | 25  | 100 | -75  | 1  | 2  |
| 9                                                              | Gijón R. C.                      | 4      | 16 | 1  | 0 | 15 | 120 | 1034 | -914 | 16  | 159 | -143 | 0  | 0  |
| Fuente: Federación Española de Rugby; actualización automática |                                  |        |    |    |   |    |     |      |      |     |     |      |    |    |

#### Grupo B
|                                                                | Equipo                    | Puntos | J  | G  | E | P  | TF  | TC  | DT   | EF | EC | DE  | BO | BD |
| -------------------------------------------------------------- | ------------------------- | ------ | -- | -- | - | -- | --- | --- | ---- | -- | -- | --- | -- | -- |
| 1                                                              | V. P. C. Andorra Rugby XV | 47     | 12 | 10 | 0 | 2  | 450 | 217 | 233  | 62 | 20 | 42  | 7  | 0  |
| 2                                                              | CAU Valencia              | 43     | 12 | 9  | 0 | 3  | 387 | 220 | 167  | 50 | 27 | 23  | 5  | 2  |
| 3                                                              | Recoletas Salud Fénix     | 39     | 12 | 8  | 0 | 4  | 416 | 260 | 156  | 58 | 29 | 29  | 5  | 2  |
| 4                                                              | El Toro R. C.             | 25     | 12 | 6  | 0 | 6  | 217 | 286 | -69  | 25 | 38 | -13 | 1  | 0  |
| 5                                                              | Barcelona U. C.           | 25     | 12 | 5  | 0 | 7  | 262 | 355 | -93  | 32 | 53 | -21 | 3  | 2  |
| 6                                                              | C. N. Poble Nou           | 20     | 12 | 4  | 0 | 8  | 195 | 357 | -162 | 25 | 47 | -22 | 1  | 3  |
| 7                                                              | C. R. San Roque           | 3      | 12 | 0  | 0 | 12 | 154 | 386 | -232 | 19 | 57 | -38 | 0  | 3  |
| Fuente: Federación Española de Rugby; actualización automática |                           |        |    |    |   |    |     |     |      |    |    |     |    |    |

#### Grupo C
|                                                                | Equipo                    | Puntos | J  | G  | E | P  | TF  | TC  | DT   | EF  | EC  | DE  | BO | BD |
| -------------------------------------------------------------- | ------------------------- | ------ | -- | -- | - | -- | --- | --- | ---- | --- | --- | --- | -- | -- |
| 1                                                              | C. R. Majadahonda         | 68     | 16 | 14 | 1 | 1  | 749 | 251 | 498  | 106 | 31  | 75  | 10 | 0  |
| 2                                                              | C. A. R. Coanda Sevilla   | 55     | 16 | 12 | 1 | 3  | 457 | 350 | 107  | 60  | 45  | 15  | 4  | 1  |
| 3                                                              | Jaén Rugby                | 42     | 16 | 9  | 0 | 7  | 373 | 404 | -31  | 54  | 54  | 0   | 4  | 2  |
| 4                                                              | C. R. Málaga              | 38     | 16 | 8  | 1 | 7  | 466 | 373 | 93   | 66  | 52  | 14  | 5  | 1  |
| 5                                                              | C. R. Alcalá              | 36     | 16 | 7  | 0 | 9  | 419 | 412 | 7    | 63  | 56  | 7   | 4  | 4  |
| 6                                                              | C. D. Arquitectura        | 33     | 16 | 7  | 0 | 9  | 432 | 385 | 47   | 59  | 56  | 3   | 3  | 2  |
| 7                                                              | Hermo Soto del Real       | 31     | 16 | 6  | 1 | 9  | 319 | 343 | -24  | 47  | 45  | 2   | 4  | 1  |
| 8                                                              | Olímpico de Pozuelo R. C. | 30     | 16 | 7  | 0 | 9  | 357 | 540 | -183 | 48  | 78  | -30 | 1  | 1  |
| 9                                                              | San Isidro R. C.          | 2      | 16 | 0  | 0 | 16 | 222 | 736 | -514 | 26  | 112 | -86 | 0  | 2  |
| Fuente: Federación Española de Rugby; actualización automática |                           |        |    |    |   |    |     |     |      |     |     |     |    |    |

## Fase de Ascenso

### Semifinales
| División de Honor B de España (Fase de Ascenso); 17 de mayo de 2025 | C. R. Liceo Francés | 35 - 13 | A. D. Ing. Industriales Rugby | Estadio Ramon Urtubi, Madrid |  |
|                                                                     |                     |         |                               | Árbitro(s): Jon Ibisate      |  |

| División de Honor B de España (Fase de Ascenso); 18 de mayo de 2025 | Gernika R. T. | 24 - 11 | C. R. Sant Cugat | Complejo deportivo Urbieta, Guernica y Luno |  |
|                                                                     |               |         |                  | Árbitro(s): Alfonso Mirat                   |  |

### Final
| División de Honor B de España (Fase de Ascenso); 25 de mayo de 2025 | C. R. Liceo Francés | 32 - 29 | Gernika R. T. | Estadio Ramon Urtubi, Madrid      |  |
|                                                                     |                     |         |               | Árbitro(s): Carlos Guerrero Padin |  |

| Por un resultado global favorable de 32 - 29: Asciende a la División de Honor para la temporada 2025-26: C. R. Liceo Francés |